# Judith Frei
Judith Frei OSB (* 1938 in Eschwege, Deutschland als Roswitha Frei) ist eine deutsche Benediktinerin und emeritierte Äbtissin der Abtei Varensell.

## Leben
Frei studierte Theologie an der Universität München, bevor sie 1963 unter dem Ordensnamen Judith in das Noviziat der Abtei Varensell eintrat. Im Anschluss an ihre einfache Profess 1965 folgten weitere Studien an der Universität München, wo sie 1969 mit einer Dissertation zum ambrosianischen Sakramentar promovierte.
Am 6. März 1975 bereits zur Administratorin gewählt, erfolgte am 26. März 1975 die Wahl Judith Freis zur zweiten Äbtissin der Abtei Varensell. Die Benediktion spendete der Erzbischof von Paderborn, Johannes Joachim Degenhardt, am 17. Mai 1975. Freis Amtszeit war durch die Neuordnung des monastischen Lebens infolge der Dekrete des Zweiten Vatikanischen Konzils, Sacrosanctum Concilium sowie Perfectae caritatis, geprägt. 1977 unterstützte sie die weitere Öffnung ihres Klosters zur Außenwelt durch die Errichtung eines Gästehauses.
1982, nach der Integration der Abtei Varensell in Beuroner Benediktinerkongregation, war Frei Mitglied des Leitungsgremiums, von 1977 bis 1985 erste Vorsitzende der Vereinigung der Benediktinerinnen im deutschen Sprachgebiet. Von 1991 bis 2001 hatte Frei beratende Funktion in der Liturgiekommission der Deutschen Bischofskonferenz. 1999 berief Papst Johannes Paul II. Frei als Auditorin in die Zweite Sondersynode der europäischen Bischöfe nach Rom.
2007 legte Frei ihr Amt aus Altersgründen nieder.

## Veröffentlichungen
- Das ambrosianische Sakramentar D 3-3 aus dem mailändischen Metropolitankapitel. Eine textkritische und redaktionsgeschichtliche Untersuchung der mailändischen Sakramentartradition (= Liturgiewissenschaftliche Quellen und Forschungen. Nr. 56). Aschendorff, Münster 1969, ISBN 978-3-402-03840-6 (zugleich Dissertation Universität Münster).